# Erginus rubellus
Erginus rubellus is een slakkensoort uit de familie van de Acmaeidae. De wetenschappelijke naam van de soort is, als Patella rubella, voor het eerst geldig gepubliceerd in 1780 door de Deense zoöloog Otto Fabricius.